# Penalva
Penalva là một đô thị thuộc bang Maranhão, Brasil. Đô thị này có diện tích 785,565 km², dân số năm 2007 là 33284 người, mật độ 42,37 người/km².